# Ángel Pestaña

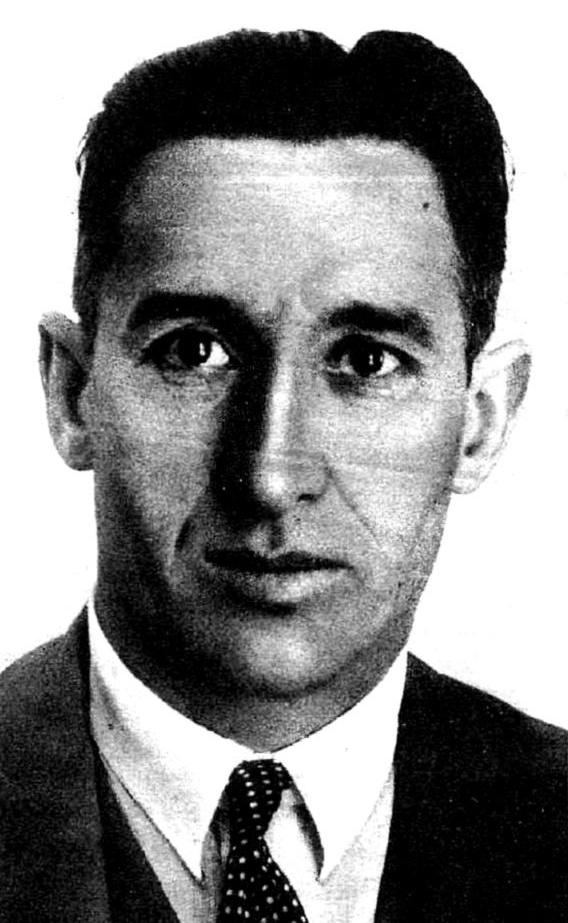
Ángel Pestaña

Ángel Pestaña Núñez (* 14. Februar 1886 in Ponferrada-Santo Tomás de las Ollas; † 11. Dezember 1937 in Barcelona) war ein spanischer Syndikalist, mehrmaliger Sekretär der Confederación Nacional del Trabajo (CNT), Gründer des Partido Sindicalista (PS) und Abgeordneter in den Cortes Generales.

## Biografie

### Jugend
Ángel Pestaña wuchs in sehr armen Verhältnissen auf. Seine Kindheit wurde durch die Abwesenheit der Mutter geprägt, die die Familie verlassen hatte, und durch häufige Wechsel des Wohnortes, aufgrund der kontinuierlichen Arbeitssuche des Vaters. Bereits in sehr jungen Jahren musste er arbeiten. Als er 14 Jahre alt war, starb sein Vater. Ab diesem Zeitpunkt kam er alleine für seinen Lebensunterhalt auf.
Mit 15 Jahren wurde Pestaña erstmals für drei Monate inhaftiert, nachdem er öffentlich den Achtstundentag gefordert hatte. In den folgenden Jahren arbeitete er in verschiedenen Orten in Nordspanien und Südfrankreich, unter anderem als Saisonarbeiter im Weinbau, Verkäufer und Näher. Schließlich zog er nach Algier, wo er den Beruf des Uhrmachers erlernte und hierüber seine soziale Lage verbessern konnte. Dort schrieb er seine ersten Artikel für die anarchistische Zeitung Tierra y Libertad. Nach dem Ausbruch des Ersten Weltkrieges zog er im Sommer 1914 nach Barcelona, wo er aktives Mitglied der CNT wurde.

### Tätigkeit innerhalb der anarchosyndikalistischen Bewegung
Ángel Pestaña spielte ab diesem Zeitpunkt eine bedeutende Rolle in der spanischen Arbeiterbewegung. Er publizierte weiterhin regelmäßig in Tierra y Libertad und sprach auf Konferenzen und Gewerkschaftsversammlungen.
Anfang 1915 veröffentlichte Pestaña einen Artikel über Auseinandersetzungen zwischen Arbeitern und der Polizei in dem Dorf Cenicero (La Rioja), in deren Verlauf ein Mitglied der Guardia Civil getötet wurde. Diese Ereignisse fanden ein großes Echo in der Öffentlichkeit. Um seiner Verhaftung zu entgehen, floh er nach Frankreich. Die französischen Behörden veranlassten jedoch seine Abschiebung. Er kehrte nach Barcelona zurück, wo er sich versteckt hielt, bis ihm eine Amnestie die Rückkehr ins öffentliche Leben ermöglichte.

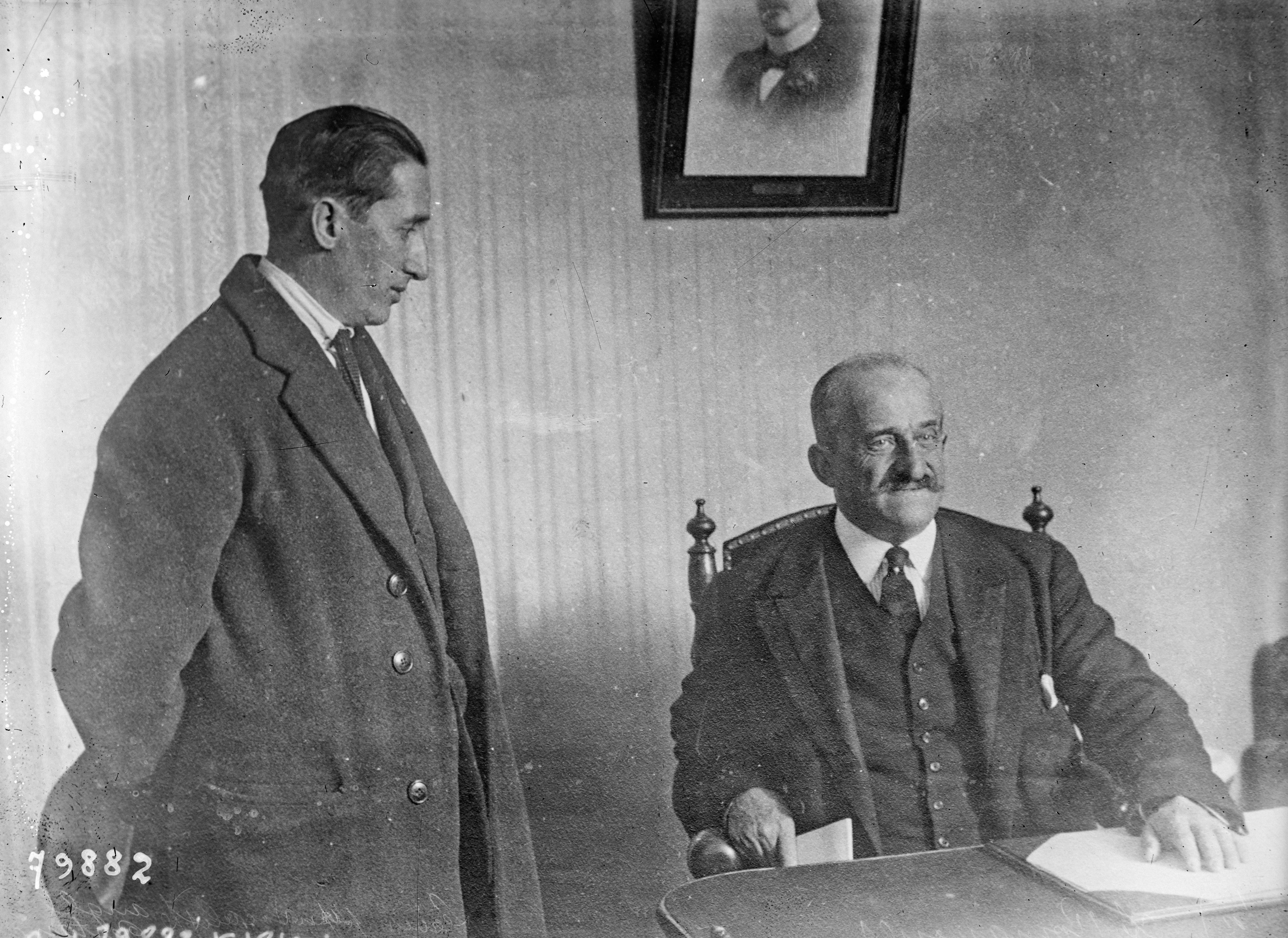
Pestaña während eines Treffens mit Álvaro Figueroa Torres.

1916 wurde Pestaña zum Sekretär der CNT-Regionalföderation von Katalonien ernannt. Auf einer Versammlung von Maurern und Hilfsarbeitern rief er zum Streik auf, woraufhin er verhaftet wurde und drei Monate im Gefängnis verbrachte. Nach seiner Entlassung wurde er zum Leiter der CNT-Zeitung Solidaridad Obrera ernannt. Ende des Jahres war er an der Organisation eines 24-stündigen Generalstreiks beteiligt. Dabei handelte es sich um den ersten Generalstreik, den die CNT gemeinsam mit der Unión General de Trabajadores (UGT) durchführte. Anschließend bemühte sich die Delegation der CNT, der neben Pestaña auch Salvador Seguí angehörte, um eine Weiterentwicklung der Zusammenarbeit mit der UGT. Diese Bemühungen mündeten in einer Vereinbarung zwischen den beiden Gewerkschaftsverbänden und 1917 in einem unbefristeten Generalstreik. Während der Vorbereitungen zu diesem Streik arbeitete die CNT-Delegation mit verschiedenen Partei- und Gewerkschaftsführern zusammen, wie Largo Caballero und Pablo Iglesias Posse.
1919 organisiert die CNT in Katalonien einen Generalstreik, der revolutionäre Dynamiken entfaltete und der schließlich erst nach weitreichenden Zugeständnissen seitens der Regierung beendet wurde. Mit diesem huelga de La Canadiense wurde unter anderem der Achtstundentag in ganz Spanien durchgesetzt. Im Zuge der sich anschließenden Repressionswelle wurde Pestaña im April 1919 erneut verhaftet.
Im Dezember desselben Jahres beschloss die CNT auf einem Kongress in Madrid ihren provisorischen Eintritt in die Dritte Internationale. Pestaña wurde zum Delegierten der CNT auf dem Kongress dieser Internationale bestimmt, welcher im Sommer 1920 in der Sowjetunion stattfand. Vor Ort traf er verschiedene bolschewistische Führungspersönlichkeiten, wie Wladimir Iljitsch Lenin, Leo Trotzki und Grigori Jewsejewitsch Sinowjew. Während des Kongresses musste er jedoch feststellen, dass die Entscheidungen bereits im Vorfeld festgelegt worden waren. Nach seiner Rückkehr nach Spanien im Dezember 1920 verfasste er einen sehr ausführlichen und detailreichen Bericht, in dem er seine Kritik am Bolschewismus und an der Oktoberrevolution zum Ausdruck brachte. Dieser Text trug maßgeblich dazu bei, dass sich die CNT in der Folge von der Sowjetunion distanzierte und 1922 der Internationalen Arbeiter-Assoziation beitrat.
Ebenso wie Salvador Seguí sprach sich Pestaña Anfang der 1920er Jahre innerhalb der CNT gegen die Anwendung einer terroristischen Strategie aus, die als Reaktion auf die sich häufenden Attentate auf CNT-Mitglieder propagiert wurde. Am 15. August 1922 wurde er bei einem Mordanschlag schwer verletzt, während er an einer Versammlung in Manresa teilnahm. Das Attentat führten Pistoleros aus, die durch Mitglieder der politischen Klasse und der wirtschaftlichen Eliten finanziert wurden. Nachdem Seguí im März 1923 ermordet worden war, war Pestaña die führende Persönlichkeit der CNT.

### Von der Diktatur Primo de Rivera zur Zweiten Republik

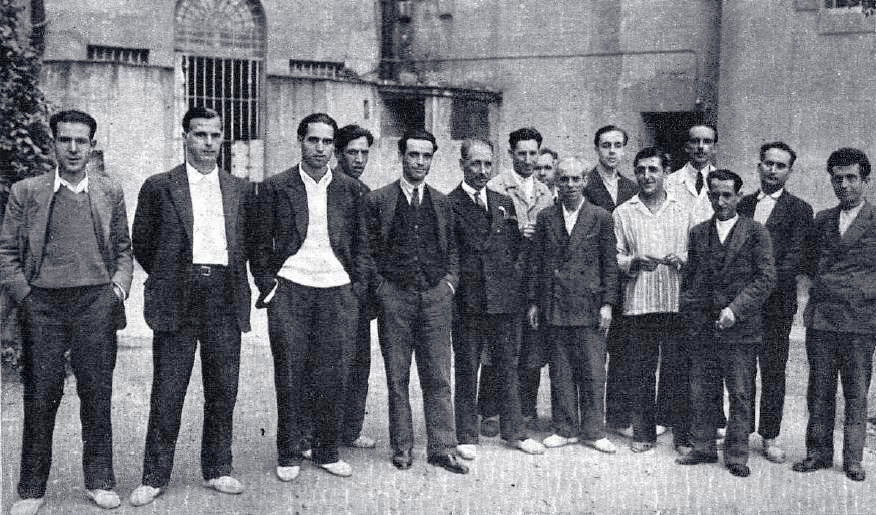
Pestaña gemeinsam mit anderen prominenten Gefangenen im Gefängnis Modelo in Barcelona (1930)

Während der Militärdiktatur unter Miguel Primo de Rivera zwischen 1923 und 1931 wurde die CNT in die Illegalität gedrängt. Tausende CNT-Mitglieder gingen ins Exil. Ángel Pestaña befand sich von 1924 bis 1926 in Haft. Ende der 20er Jahre entwickelten sich zwischen Pestaña, der nun Generalsekretär der CNT war, und Juan Peiró grundsätzliche Kontroversen über strategische Fragen unter anderem bezüglich einer möglichen Legalisierung der CNT unter den Bedingungen der Militärdiktatur. Pestaña sprach sich für eine Legalisierung aus, während Peiró und auch Diego Abad de Santillán dies als eine Abkehr von den grundlegenden Prinzipien des Anarchosyndikalismus kritisierten. Dieser Konflikt führte 1929 schließlich zum vorläufigen Ausscheiden Pestañas aus dem Nationalkomitee der CNT. Nach dem Sturz Primo de Riveras 1930, in der Übergangsphase bis zur Ausrufung der Zweiten Spanischen Republik 1931, wurde er erneut mehrmals inhaftiert. Im Gefängnis traf er weitere bekannte politische Gefangene, wie zum Beispiel Lluís Companys und Ramón Franco.

### Zweite Republik und Bürgerkrieg
Ab 1930 war Ángel Pestaña erneut Generalsekretär der CNT. 1931 unterzeichnete er gemeinsam mit 29 weiteren CNT-Aktivisten das Manifest der Dreißig, in dem sowohl die republikanische Regierung kritisiert wurde als auch die insurrektionalistische Fraktion innerhalb der CNT rund um die Federación Anarquista Ibérica (FAI), deren Wortführer Buenaventura Durruti und Juan García Oliver waren. Die anschließenden Auseinandersetzungen führten zu Ausschlüssen und Austritten von Gewerkschaften, die das Manifest unterstützten. Am 1. Mai desselben Jahres hielt er eine Rede in Saragossa, in der er versicherte, dass die CNT die Republik verteidigen werde. Pestaña wurde im Zuge der zunehmenden Kontroversen um seine Person im März 1932 als Generalsekretär abgesetzt und Ende desselben Jahres aus der CNT ausgeschlossen. Gemeinsam mit anderen ehemaligen CNT-Mitgliedern, wie beispielsweise Peiró und Juan López Sánchez, gründete er eine neue Gewerkschaftsföderation mit dem Namen Federación Sindicalista Libertaria (FSL), die ihn zu ihrem ersten Generalsekretär ernannte.
1934 verließ Pestaña die FSL und gründete den Partido Sindicalista (Dt.: Syndikalistische Partei). Zu den Parlamentswahlen 1936 schloss sich der PS der Frente Popular an. Er errang zwei Sitze in den Cortes Generales. Einen davon gewann Pestaña in der Provinz Cádiz. Bei Ausbruch des Spanischen Bürgerkrieges hielt er sich in Barcelona auf, wo er zunächst von aufständischen Militärs verhaftet wurde, aber wieder freikam, nachdem der Militärputsch in Katalonien im Zuge einer Sozialen Revolution niedergeschlagen worden war. Als die CNT im November 1936 in die Regierung eintrat, wurde ihm ein Ministerposten angeboten, unter der Bedingung, dass der PS aufgelöst würde. Er lehnte dies ab.
Ángel Pestaña starb am 11. Dezember 1937 nach längerer Krankheit. Kurz zuvor war er wieder in die CNT eingetreten. An seinem Begräbnis auf dem Cementiri de Montjuïc nahmen zahlreiche Führungspersönlichkeiten der Republik teil, wie beispielsweise Indalecio Prieto, Diego Martínez Barrio und Lluís Companys.

## Werke (Auswahl)
- Setenta días en Rusia. Lo que yo vi. 1924.
- Setenta días en Rusia. Lo que yo pienso. 1929.
- Lo que aprendí en la vida. Zero, Algorta 1971, OCLC 803112608.
- Terrorismo en Barcelona. Planeta, 1979, ISBN 84-320-0615-7.